# Alexei Iwanowitsch Schachowskoi

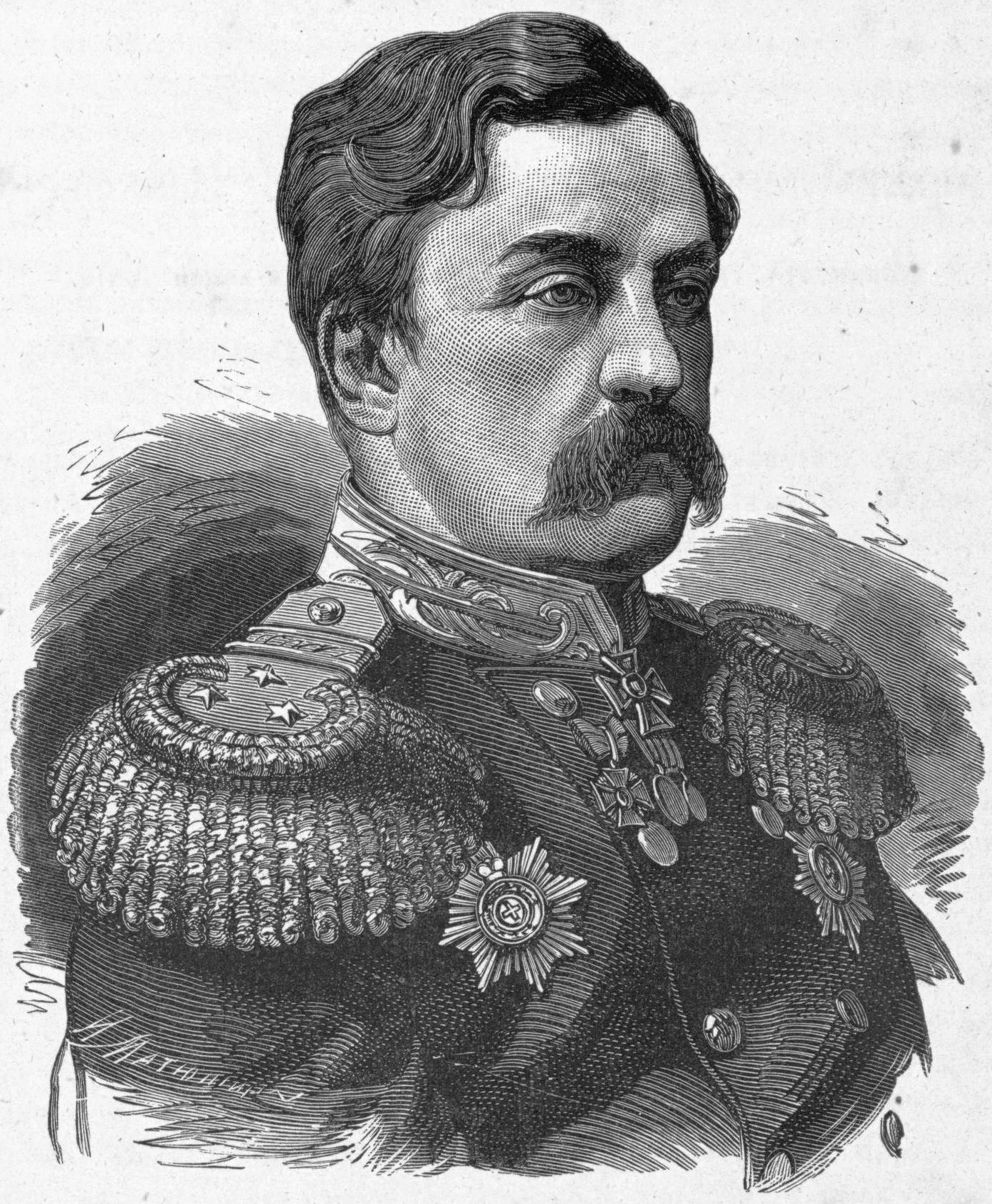
Alexei Iwanowitsch Schachowskoi

Alexei Iwanowitsch Schachowskoi (russisch Алексей Иванович Шаховской; * 1821; † 1900) war ein russischer Fürst, General und Waffensammler aus dem Rurikiden-Geschlecht der Schachowskoi.

## Leben

### Familie
Sein Vater war Fürst Iwan Leontjewitsch Schachowskoi (1777–1860), seine Mutter war Sofja Alexejewna Mussin-Puschkin (1790–1878), eine Tochter des Bibliophilen und Sammlers Alexei Iwanowitsch Mussin-Puschkin. Sein jüngerer Bruder war Alexander Iwanowitsch Schachowskoi (1822–1891).

### Laufbahn
1837 begann er seine Laufbahn zum Offizier der Artillerie, er wurde Offizier am 19. April 1842. Erfahrungen machte er im Kaukasuskrieg. Er erhielt hier mehrere Orden, u. a. für Tapferkeit.
Im Jahr 1854 wurde er zum Oberst befördert und am 18. November zum Adjutanten im 1. Jägerbataillon Seiner Majestät (1855–1857) ernannt. Am 17. April 1860 wurde er Generalmajor und am 27. März 1866 zum Generalleutnant ernannt. Er galt als ausgezeichneter Schütze.
Noch vor dem russisch-türkischen Krieg von 1877–1878 wurde er Kommandant des neu gegründeten XI. Armeekorps, welches im Sommer 1877 nach dem Übergang an der unteren Donau an der Schlacht von Plewna beteiligt war. 1885 erreichte er den Rang des Generals der Infanterie. 
Einige seltene Stücke seiner ehemaligen Sammlung befinden sich in der Livrustkammaren.